# Ванни, Сам
Сам Ванни (фин. Sam Vanni, настоящее имя Самуил Беспрозванный; 6 (19) июля 1908, Выборг, Российская империя — 20 октября 1992, Хельсинки, Финляндия) — художник, родоначальник финского абстракционизма. Был близким другом, любовником и учителем Туве Янссон.

## Биография
Самуил Беспрозванный родился 6 июля 1908 года в Выборге в еврейской семье. Его родителями были торговец мехом Арон Беспрозванный и Ракель Столер. Фамилию Беспрозванный получил прадедушка Самуила, когда был ребёнком забран в солдаты в российскую армию, где не сказал своего настоящего имени. С раннего детства Самуил владел несколькими языками: домашним языком семьи был идиш, он посещал шведскоязычную школу, а с друзьями говорил по-фински.
Семья переехала в Хельсинки в 1921 году, где Самуил Беспрозванный начал учиться в Академии изящных искусств. Позже он учился во флорентийской Академии изящных искусств, а также брал частные уроки у Вяйнё Аалтонена.
Его первые работы были выставлены в 1931 году на ежегодной выставке финских художников. Уже в этих ранних работах отмечалась живописная оригинальность. В дальнейшем Самуил Беспрозванный не только активно рисовал, но и преподавал живопись. Одной из его учениц была Туве Янссон. с которой их связала близкая дружба и продлившийся несколько лет любовный роман.
В 1941 году Самуил Беспрозванный, боясь антисемитских преследований и депортации из вступившей в союз с Нацистской Германией Финляндии, сменил своё имя на Сам Ванни. Туве Янссон осуждала своего друга за это, имея в виду необходимость сопротивления нацизму. В этом же году он женился на Майе Лондон.
В 1938-39 гг. во время поездки в Париж и Лондон он посещал занятия в Академии Жюлиана и Гранд-Шомьер. Французское искусство оказало на художника большое влияние, особенно Анри Матисс и Пьер Боннар. В 1940-х годах Ванни начал тяготеть абстрактному искусству. В 1952 году Ванни написал серию абстрактных работ. Первоначально финская общественность весьма критично отнеслась к новому стилю. Однако благодаря работам Ванни и его влиянию на финских художников, абстракционизм постепенно в течение 1950-х годов утвердился в своих правах. Нарисованная художником фреска «Contrapunctus» в холле Хельсинкского финского рабочего колледжа стала в 1959 году первой абстрактной работой, выигравшей общественный конкурс в Финляндии.
В 1955 году Ванни стал основателем художественной группы «Prisma», которая сыграла важную роль в финском искусстве. Ванни принимал участие в работе группы до 1963 года, организовав в общей сложности 20 выставок.
После развода с первой женой в 1958 году Ванни в 1960 году заключил брак с Паулой Сааренхайм. У пары родилось двое детей: Микко и Симо.
В 1958 году Сам Ванни был удостоен медали Pro Finlandia. Он также стал членом Академии Финляндии в 1962 году и членом Европейской академии в 1984 году.
Сам Ванни активно работал до начала 1990-х годов. Он обучил целое поколение финских художников, работая в хельсинкской Школе свободного искусства (1944-56 гг.), Хельсинкском политехническом университете (в 1956 году), Академии изящных искусств (1949-65 гг.).
Похоронен на еврейском кладбище в районе Лапинлахти, в Хельсинки.

## Награды
- Pro Finlandia (1958)